# Rheinwoche
Die Rheinwoche ist eine Regattawoche für Binnensegler, die seit 1922 zur Pfingstzeit vom Mittelrhein bis an den Anfang des flachen Niederrheins ausgetragen wird. Die Strecke führte im Jahr 2010 von Oberwinter über Mondorf, Köln-Porz, Leverkusen-Hitdorf, Düsseldorf bis nach Krefeld (125 km).
2009 betrug die Regattastrecke über 175 km und war die längste Flussregatta in Europa.
Ausrichter der Rheinwoche 2010 waren die beiden Kölner Vereine Club für Wassersport Porz e.V.1926 und Kölner Yacht Club e.V. 2010 waren 126 teilnehmende Segelboote gemeldet. Ausrichter der Rheinwoche 2011 war der Yacht-Club Rhein-Mosel e.V. aus Koblenz, aufgrund des anhaltend niedrigen Wasserstands fand die Rheinwoche 2011 nicht auf dem Rhein, sondern auf der Mosel statt.
Die Rheinwoche 2012 wurde am 26. Mai 2012 in Köln-Porz gestartet. 127 Boote segelten über die Etappen Hitdorf, Düsseldorf-Lörick, Ruhrort und Wesel nach Rees. Ranglistenwettfahrten wurden bei den Piraten durchgeführt. Die Sprinta-Sport trugen einen Europapokal und die H-Boote eine Westdeutsche Meisterschaft aus.
Im Jahr 2022 fand aus Anlass des 100-jährigen Jubiläums eine verlängerte Rheinwoche über vier Tage von Köln-Zündorf über Hitdorf, Düsseldorf, Ruhrort, Wesel und Reeserschanz bis Arnhem statt (205,5 km),  an der 68 Boote teilnahmen. Außerdem gab eine Woche vorher Wettfahrten im Rheingau und anschließend
eine Geschwaderfahrt den Rhein hinunter, die in einer Zubringerregatta ab Oberwinter mündete.